# Verwaltungsgemeinschaft Mering
Die Verwaltungsgemeinschaft Mering liegt im schwäbischen Landkreis Aichach-Friedberg und wird von folgenden Gemeinden gebildet:
1. Mering, Markt, 15.160 Einwohner, 26,83 km²
2. Schmiechen, 1358 Einwohner, 13,50 km²
3. Steindorf, 982 Einwohner, 16,20 km²

Sitz der Verwaltungsgemeinschaft ist Mering.
Der Verwaltungsgemeinschaft gehörten ursprünglich fünf Gemeinden an. Merching wurde auf seinen Antrag mit Wirkung ab 1. Januar 1980 entlassen und hat seither eine eigene Verwaltung. Die Gemeinde Ried erhielt mit Wirkung ab 1. Januar 1994 die volle Selbständigkeit zurück.